# 맨체스터 경영대학원

맨체스터 비지니스 스쿨 / 맨체스터 경영대학원 (Alliance Manchester Business School, Alliance MBS)은  영국에서 첫 번째로 설립된 경영대학원으로 가장 오랜 역사를 가진 유서 깊은 기관으로 세계적 리서치 하우스로 손꼽힌다. 런던 경영대학원(LBS), 케임브리지 대학교(Judge), 옥스퍼드 대학교(Saïd) 등 영국을 대표하는 경영대학원 중 하나이다. 영국 맨체스터 대학교 (The University of Manchester)에서 가장 규모가 큰 단과대학인 이 대학원은 1964년 영국왕실과 정부의 요청에 따라서 영국에서 최초로 MBA과정을 개설하였으며 줄여서 ‘MBS’라고도 불리며, 산업혁명의 발상지 영국 잉글랜드 맨체스터에 위치해 있다. 맨체스터 대학교의 기원인 맨체스터과학기술원(UMIST)의 영향으로 순수 경영학보다 공학 및 과학기술에 기초한 복합연구에 특화되어 있다. 미국 스탠포드 대학교, 조지아공과대학교와 함께 세계적인 기술경영 리서치하우스로 명성이 높으며 기술전략, 기술혁신, 산업정책 등의 연구를 선도하고 있다. 2015년 영국 귀족원 의원 David Alliance 경의 후원에 따라 얼라이언스 맨체스터 비즈니스 스쿨(Alliance Manchester Business School)로 이름이 변경되었다.

## 역사
1918년 설립된 맨체스터 테크놀로지 대학교(Manchester Municipal College of Technology)의 산업행정학부(Department of Industrial Administration)가 현재 맨체스터 경영대학원(MBS)의 전신이다. 당시 UMIST로 불리던 맨체스터 테크놀로지 대학교는 사무엘 터너 경(Sir Samuel Turner)의 후원으로 경영 아카데믹 교육에 관한 프로그램을 제공하였다. 맨체스터 테크놀로지 대학교는 1930년대 영국에서 최초로 경영학 석사과정 프로그램을 제공한 대학교이다. 이후 1960년대 중반, 영국 정부는 산업발전 보고서 Robbins Report에 근거하여 주요 대학교들에게 경영대학원 설립의 필요성을 피력한다. 그 결과 독립 경영대학원으로서 영국 최초로 설립된 2개의 경영대학원(London Business School, Manchester Business School)중 하나이다. 2004년에 들어서 UMIST(University of Manchester Institute of Science and Technology)의 경영학부, 혁신 리서치 센터(Institute of Innovation Research), 맨체스터 빅토리아 대학교(Victoria University of Manchester) 등이 합병하여 오늘날의 맨체스터 경영대학원이 탄생하였다. 2015년 9월 경, 맨체스터 경영대학원은 David Alliance경과 Alliance Family Foundation로부터의 기부를 받아 그 이름을 Alliance Manchester Business School(Alliance MBS)로 명명하고 새롭게 출범하게 된다.

## 교육방식 및 구성
교육은 맨체스터 연구법(Manchester Method), 사례 연구법(Case Method), 컴퓨터 분석, 경험학습, 분야별 프로젝트 수행, 강의, 실업계 인사들에 의한 세미나, 시뮬레이션, 학생들의 발표, 팀 프로젝트 등을 통해서 이루어진다.
맨체스터 경영대학원 도서관에는 45000여 권의 도서와 3000여 점의 마이크로폼 자료가 소장되어 있으며, 750여 종의 정기간행물이 비치되어 있다.

## 세계경영협회인증
맨체스터 경영대학원은 국제경영대학발전협의회(AACSB), MBA협의회(AMBA), 유럽경영발전재단(EQUIS) 등 세계 3대 경영대학원 인증기관으로부터 인증을 받았다. 이들 세 기관으로부터 동시에 인증을 받아 ‘3관왕(Triple accreditation)’에 오르면 세계적 명문 학교의 반열에 오르게 된다. 현재 3관왕을 달성한 경영대학은 전 세계에서 50여 개에 불과하다. 또한 맨체스터 경영대학원은 CFA협회(CFA Institute)의 파트너이다.

## 경영대학원 순위
블룸버그 비즈니스 위크(Bloomberg Business Week)가 조사한 내용에 따르면, 맨체스터 경영대학원의 MBA 과정은 전 세계 MBA 과정들 가운데 3위, 파이낸셜 타임스(Financial Times)가 선정한 2017 세계 MBA 순위에서 30위를 차지했으며, 경영학 박사과정은 세계1위로 선정되었다.
또한 영국정부가 직접 평가하는 연구 평가 지표인 RAE 평가(대학원 연구력 research capabilities and potential에 대한 심사결과 정보) 경영학분야 연구평가 영국 전체 1위를 기록하는 등 영국에서 가장 높은 경영학관련 연구성과를 보이고 있다. 소속 연구소인, 맨체스터 혁신연구소(MIoIR, Manchester Institute of Innovation Research, 이전 PREST)는 유럽에서 가장 뛰어난 기술경영, 혁신 분야 연구소로 평가받고 있다.

## 동문
미국 재정 회계 표준 이사회(US Financial Accounting Standards Board, FASB) 회장인 로버트 헤르츠(Robert H. Herz), 테스코 (TESCO) CEO 인 테리 레히 경 (Sir. Terry Leahy), DHL 라틴아메리카 국장인 로저 크룩(Roger Crook) 등이 맨체스터 경영대학원 출신이다.

## 동호회
장차 영국 사회를 이끌어갈 인재들을 길러내는 맨체스터에선 공부 말고도 ‘클럽활동’을 하게 하고 있어서, 학생들의 사회적응력을 기르고 개인의 취미활동을 인정해 주고 있다. 클럽활동들 중 맨체스터 경영대학원 요트 클럽 (MBS Yacht Club)은 세계 MBA 세일링 리그 (MBA Sailing League - http://mbasailing.com/standings/the-2013-league)에서%5B깨진+링크(과거+내용+찾기)%5D 2013년 7위에 랭크 되었다.

## 글로벌 교환학생 프로그램
맨체스터 경영대학원의 MBA 프로그램은 아래와 같이 세계 각국의 명문 경영대학들과 국제 교환학생 협약을 맺고있다
- 코넬 대학교 (존슨 경영대학원) - Cornell University:Johnson (New York, USA)
- 에사데 경영대학원 - ESADE (Barcelona, Spain)
- 홍콩 과학기술대 경영대학원 - HKUST Business School (Hong Kong)
- 로테르담 경영대학 - Rotterdam School of Management (Rotterdam, Netherlands)
- 인도 경영대학 - Indian Institute of Management - Ahmedabad (Ahmedabad, India)
- 보코니 대학교 - SDA Bocconi (Milan, Italy)

## 참조
1. ↑  Peter Venables, "Technical Education in Great Britain: Second Thoughts on the Robbins Report", International Review of Education; Vol. 11, No. 2 (1965), pp. 151-164
2. ↑  https://www.ft.com/content/b895da88-5491-11e4-bac2-00144feab7de
3. ↑  “FT Business Education global MBA rankings 2017”. 2017년 12월 4일에 원본 문서에서 보존된 문서. 2017년 8월 7일에 확인함.
4. ↑  “보관된 사본”. 2020년 11월 27일에 원본 문서에서 보존된 문서. 2013년 9월 1일에 확인함.
5. ↑  “보관된 사본”. 2013년 9월 25일에 원본 문서에서 보존된 문서. 2013년 9월 1일에 확인함.